# کونگوش
کونگوش (به مجاری:  Küngös) یک شهرداری در مجارستان است که در ناحیه بالاتون‌آلمادی واقع شده‌است. کونگوش ۹٫۴ کیلومتر مربع مساحت و ۵۶۷ نفر جمعیت دارد.